# Vụ đánh bom Jakarta 2009
Các tay khủng bố tự sát giả khách thuê phòng đã lén mang chất nổ vào hai khách sạn sang trọng của Hoa Kỳ tại thủ đô Indonesia và gây ra hai vụ nổ lớn hôm thứ sáu ngày 17 tháng 7 năm 2009 khiến chín người thiệt mạng và làm bị thương hơn 50 người, theo các điều tra viên.

## Tấn công
Hai vụ nổ xảy ra gần như cùng lúc này đã chấm dứt tình trạng lắng dịu trong các vụ tấn công của khủng bố nhắm vào thường dân cũng như các mục tiêu Tây phương ở quốc gia đông dân theo Hồi giáo nhất thế giới này. Có ít nhất 18 người ngoại quốc trong số những người chết và bị thương.
Các vụ nổ ở khách sạn J.W. Marriott và Ritz-Carlton, nằm cạnh nhau trong khu vực thương mại sang trọng ở Jakarta, đã làm vỡ tung các cửa sổ bằng kính với các mảnh vụn bay tung tóe khắp phố, tạo nên một đám khói dày đặc. Mặt tiền của hai khách sạn này chỉ còn là những mảnh kim loại cong queo.

## Thương vong
Có hai người Úc, hai từ Hà Lan, một người Tân Tây Lan và một người Indonesia trong số những người thiệt mạng nhưng có các tin tức trái ngược về số nạn nhân. Ở khách sạn Marriott đang có một cuộc họp của giới lãnh đạo các công ty lớn ở Indonesia do công ty tư vấn CastleAsia tổ chức, theo lời công ty này, vốn do một công dân Hoa Kỳ làm chủ.
"Tôi rất quan ngại về tình trạng của ba người Úc tiếp theo vụ nổ bom của khủng bố ở Jakarta sáng sớm hôm nay," Thủ tướng Úc Kevin Rudd cho báo chí vào chiều ngày 17 tháng 7. "Một trong ba người này là một viên chức tòa đại sứ Úc. Con số này có thể thay đổi trong thời gian tới."

## Điều tra
Một cơ quan nghiên cứu Úc, Viện Nghiên cứu Chính sách Chiến lược tiên đoán rằng nhóm khủng bố lớn ở vùng Đông Nam Á, Jemaah Islamiyah (JI) có thể sẽ mở lại các cuộc tấn công khủng bố chỉ một ngày trước khi cuộc tấn công ngày 17 tháng 7 xảy ra. Một bản nhận định đưa ra ngày 17 tháng 7 nói rằng do có tranh chấp trong thành phần lãnh đạo và việc trả tự do cho các thành phần tù nhân JI đã khiến cho khả năng các nhóm trong JI tìm cách mở các cuộc tấn công bạo lực để nâng cao tinh thần thành viên trong tổ chức khủng bố này.